# Knut Hoem
Knut Hoem (* 27. Januar 1924 in Hammerfest, Fylke Finnmark; † 20. Juni 1987) war ein norwegischer Wirtschaftsmanager und Politiker der Arbeiderpartiet, der vom 17. März 1971 bis zu seinem Rücktritt am 24. Januar 1972 Fischereiminister in der ersten Regierung von Staatsminister Trygve Bratteli war. Sein Rücktritt im Zusammenhang mit den angestrebten Verhandlungen für einen Beitritt Norwegens zu den Europäischen Gemeinschaften hatte Einfluss auf die Volksabstimmung in Norwegen am 24. und 25. September 1972, bei der der Beitritt von 53,5 Prozent der Wähler abgelehnt wurde, und als Folge dieser Niederlage und der offensichtlichen Fehleinschätzung des Wählerwillens zum Rücktritt Brattelis am 7. Oktober 1972 führte.

## Leben

### Studium und Aufstieg zum Geschäftsführenden Direktor vonNorges Råfisklag
Hoem, Sohn des Polizeimeisters Sverre Hoem und dessen Ehefrau Arna Røskeland, begann nach dem Schulbesuch 1945 ein Studium der Rechtswissenschaften, das er 1950 als Candidatus juris (Cand. jur.) abschloss. Im Anschluss wurde er 1950 zunächst Polizeibevollmächtigter in Skien und war danach zwischen 1951 und 1954 Sekretär im Fischereiministerium sowie zugleich von 1952 bis 1954 Sekretär des Fischerei-Informationsausschusses.
1955 trat Hoem als Mitarbeiter in das Fischereiunternehmen Norges Råfisklag ein, das mit einer eigenen Vertriebsorganisation für Fisch, Schalentiere, Weichtiere und Kleinwale den Fischfang Norwegens prägt. Dort war er zwischen 1955 und 1959 zunächst Sekretär des Verkaufsbüros in Tromsø und anschließend von 1959 bis 1963 Rechtsberater des Unternehmens. 
Nach einer darauf folgenden kurzen Tätigkeit als Vize-Direktor wurde er 1964 Geschäftsführender Direktor von Norges Råfisklag und bekleidete diese Funktion bis zu seinem Tod 1987. Daneben war er seit 1964 Mitglied der Exportausschüsse für Tiefkühlfisch und Fischfilet sowie für Stockfisch. Zugleich gehörte er zwischen 1964 und 1970 dem Vorstand von A/S Nordfisk in Svolvær als Mitglied an und war ferner seit 1968 bis zu seinem Tod auch Vorsitzender des Aufsichtsrates der A/S Fiskernes Bank.

### Fischereiminister 1971 bis 1972 und Volksabstimmung zum EG-Beitritt 1972
Am 17. März 1971 wurde Hoem von Ministerpräsident Trygve Bratteli als Fischereiminister (Fiskeriminister) in dessen erste Regierung berufen. Von diesem Ministeramt trat er knapp zehn Monate später am 24. Januar 1972 zurück wegen unterschiedlicher Ansichten zu dem von Bratteli verfolgten Beginn von Beitrittsverhandlungen zu den Europäischen Gemeinschaften, die 1970 vom Storting mit 132 Stimmen zu 17 Stimmen beschlossen wurden. Nachfolger als Fischereiminister wurde daraufhin Magnus Andersen, der dieses Ministeramt bereits zwischen 1963 und 1965 in der vierten Regierung von Ministerpräsident Einar Gerhardsen bekleidet hatte.
Sein Rücktritt im Zusammenhang hatte Einfluss auf die Volksabstimmung in Norwegen am 24. und 25. September 1972, bei der der Beitritt zu den Europäischen Gemeinschaften von 53,5 Prozent der Wähler abgelehnt wurde. In der Beitrittsdiskussion spielte unter anderem die Frage eine Rolle, ob ein Beitritt den EG-Partnern freien Zugang zu den Fischereigewässern eröffnen würde. Als Folge dieser Niederlage und der offensichtlichen Fehleinschätzung des Wählerwillens führte die Volksabstimmung letztlich zum Rücktritt Brattelis am 7. Oktober 1972.
Nach seinem Rücktritt zog er sich aus dem politischen Leben zurück und widmete sich bis zu seinem Tod seiner Managertätigkeit bei Norges Råfisklag.